# Шляхетская демократия

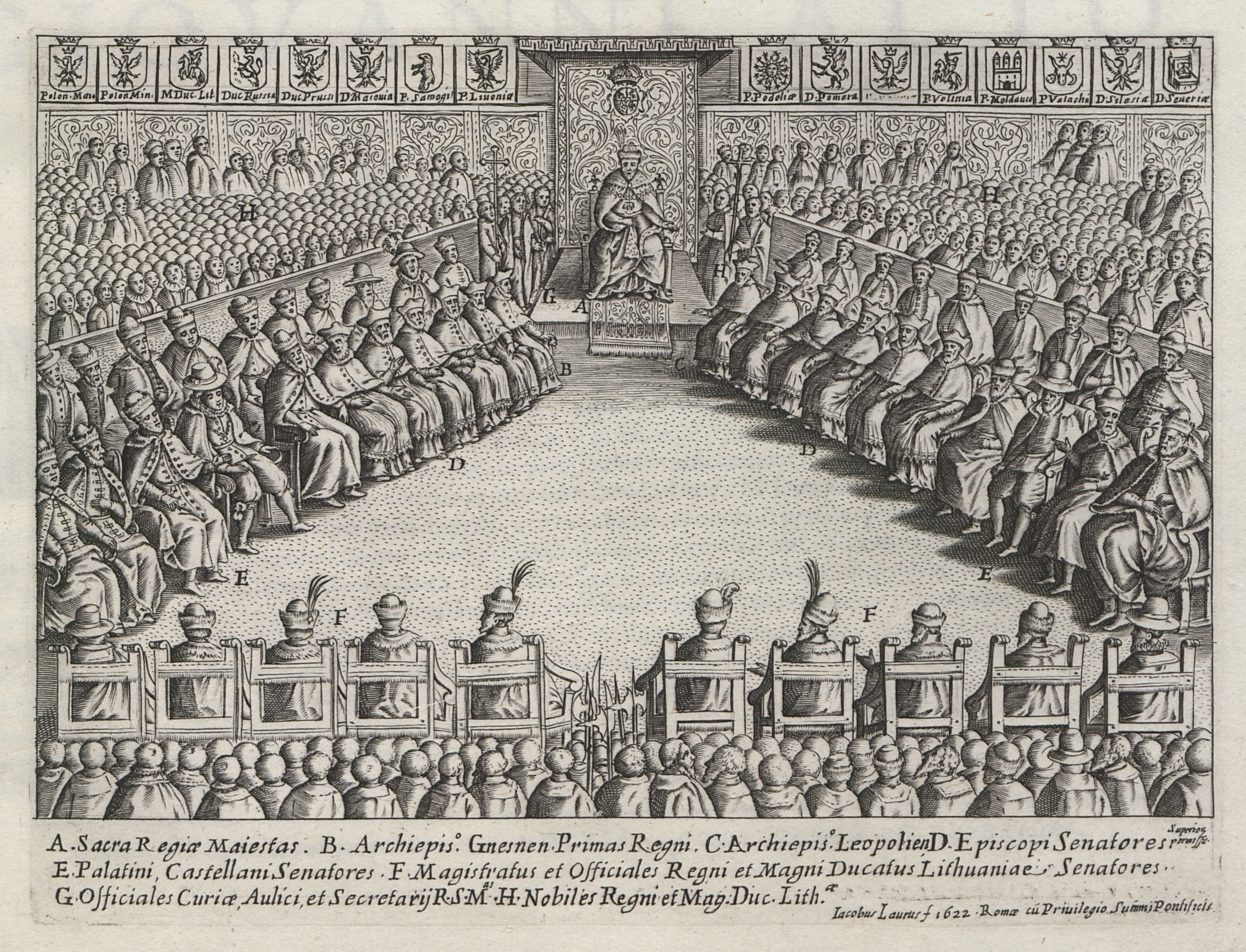
Вальный сейм в правление Сигизмунда III Вазы

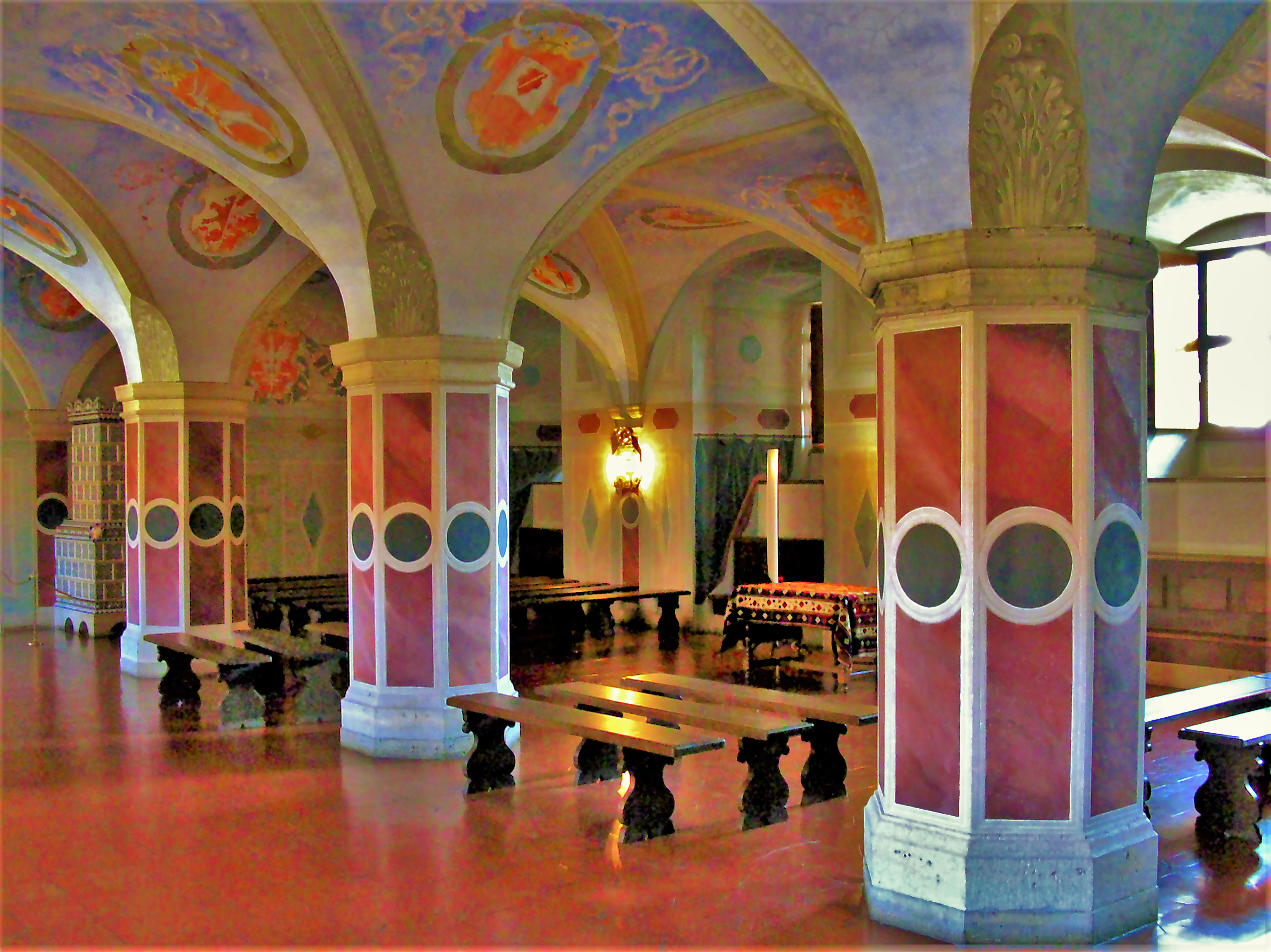
Палата депутатов («Посольская изба») в королевском замке в Варшаве

Шляхе́тская демокра́тия (пол. Demokracja szlachecka) — политическая система, существовавшая в XIV—XVI веках в Королевстве Польском, а позднее — в Речи Посполитой. Характеризовалась наличием широких прав дворянства (шляхты) в управлении страной.
Шляхетская демократия с определённой долей условности может рассматриваться как вариант представительной демократии с той разницей, что народом в Речи Посполитой считалось не всё население, а только шляхта. В то же время Речь Посполитая не являлась республикой (хотя и называлась Речь Посполитая, то есть республика), так как государство возглавлял пожизненно избираемый монарх. Право выбора монарха принадлежало сейму — шляхетскому представительному собранию. Представительность сейма обеспечивалась участием в его составе депутатов от более мелких собраний шляхты — земских сеймиков. Депутаты избирались шляхтой по два от каждого повята и получали от сеймика инструкции, в которых прописывалось, как им голосовать на вальном (общем) сейме. После окончания общего сейма снова созывались сеймики, на которых депутаты отчитывались перед шляхтой (реляционные сеймики).
По Нешавским статутам 1454 года сеймики получили от короля Казимира IV Ягеллона широкие права на участие в общегосударственных делах. В состав сейма входили король, члены посольской избы и сената. В посольской избе заседало 170 депутатов, избранных на сеймиках (предсеймовых). Сенат не был выборным органом и состоял из членов Королевского Совета — «панов радных» (букв. «господ советников»). К ним относились ряд высших духовных и светских сановников. Король считался третьим сословием и созывал заседания. Вальный сейм должен был собираться каждые два года на срок шесть недель.
Конституция 3 мая 1791 года содержала закон «О сеймиках», лишавший голоту (безземельную шляхту) права на участие в сеймиках.
Основные черты шляхетской демократии:
- выборность монарха;
- наличие шляхетских Сеймов и сеймиков;
- наличие Сената;
- шляхетские вольности.

Ветви власти:
- исполнительная: монарх;
- законодательная: сеймы и сеймики;
- судебная: суды.